# Nguyễn Cường
Nguyễn Cường (sinh năm 1943), là một nhạc sĩ của Việt Nam. Ông là một người nặng lòng với vùng đất Tây Nguyên, có nhiều ca khúc viết về Tây Nguyên, tuy nhiên ông vốn là một chàng trai gốc Hà Nội.

## Tiểu sử

### Gia đình
Nguyễn Cường sinh năm 1943 trong một gia đình gốc trung lưu ở phố Hàng Bạc, Hà Nội.
Cha ông, cụ Nguyễn Quang Hộ, quê gốc ở Phú Xuyên, Hà Tây cũ, nhưng sinh năm 1910 tại Hà Nội. Thời Pháp thuộc, cha ông là phi công hãng Air France, đã tử nạn trên một chuyến bay dân dụng vì đâm vào núi ở Sơn Trà năm 1953.
Mẹ ông, cụ Nguyễn Thị Nhung sinh năm 1920, gia đình nhà ngoại đã có năm đời sống ở Hà Nội. Từ khi cha ông tử nạn máy bay năm 1953 đến nay, mẹ ông vẫn hưởng lương trợ cấp ở Pháp gửi về, đều đặn khoảng hơn 1.000 euro mỗi tháng.. Ông còn 1 em trai, 3 em gái . Em gái thứ ba của ông, Thu Hằng là vợ nhà sử học Dương Trung Quốc. Em gái thứ hai của ông là Nguyễn Thị Minh Tâm.

### Sự nghiệp
Năm 16 tuổi, ông thi vào trường Trung cấp Âm nhạc Hà Nội (nay là Học viện Âm nhạc Quốc gia Việt Nam - Nhạc viện Hà Nội) để học về Violoncelle. Học được vài tuần, thì gia đình ông bị tịch thu gia sản vì diện "gia đình tư sản", ông bị cắt học bổng và phải sống nhờ bằng suất cơm của người bạn cùng trường . 
Sau khi tốt nghiệp năm 1965, ông được phân công về Đoàn Ca múa Tây Nguyên (nay là Đoàn Ca múa Đam San), lúc đó đóng tại Hà Nội và ở lại đó hai năm (1965-1967). Từ năm 1967, ông chuyển về công tác tại phòng Giáo dục chính trị Trường Đại học Mỏ - Địa chất.
Tháng 5 năm 1980, sau khi chiến tranh Việt Nam chấm dứt, và sau khi tốt nghiệp khoa Sáng tác Nhạc viện Hà Nội, ông và nhạc sĩ Trần Tiến và một số nhạc sỹ đã được Đoàn Ca múa Đăk Lăk mời về sáng tác . Từ lần đầu tiên đến Tây Nguyên này, ông đã bị cuốn hút vì cái nắng cái gió, cà phê, vì thiên nhiên và con người Tây Nguyên, nên từ đó bắt đầu cho những sáng tác về Tây Nguyên của ông sau này. Ấn tượng mạnh mẽ nhất trong ông lúc ấy là được nghe người dân đánh chiêng trong một đêm uống rượu cần. Tiếng chiêng ấy đã tạo cho ông cảm xúc để viết bài hát "Nhịp chiêng buôn Kơ Siar".. Tuy nhiên, một trong những bài hát về Tây Nguyên đầu tiên của ông, "H'Ren lên rẫy" (hay là "H'Zen lên rẫy"), lúc đầu lại bị một lãnh đạo văn hóa "quy vào tội khủng khiếp là: Sai đường lối của Đảng".,tuyền truyền chống phá nhà nước
Ông được xem là người đã ứng dụng khá thành công chất liệu âm nhạc Tây Nguyên vào ca khúc của mình, mặc dù ông không dùng từ "Tây Nguyên" trong bất cứ tác phẩm nào. Mỗi khi ông đến Tây Nguyên thì lại có cảm xúc để viết ca khúc mới, nhiều khi là sáng tác ngẫu hứng tại chỗ. Ông được trao tặng Giải thưởng Nhà nước năm 2007 vì các ca khúc Hò biển (1974), H'Zen lên rẫy (1981), Một nét ca trù ngày xuân (1984), Em muốn sống bên anh trọn đời (1989), Đôi mắt Pleiku (1994) cũng như nhiều giải thưởng của Hội Nhạc sĩ về mảng ca khúc.
Ngoài ra ông còn dàn dựng các chương trình biểu diễn cho các đoàn ca múa chuyên nghiệp như Đoàn Ca Múa Đak Lak, Nhà hát Tuổi trẻ...
Năm 1987, ông chuyển về Trung tâm Phương pháp Câu lạc bộ Trung ương làm việc cho đến nay.
Năm 2009, ông đã bắt tay vào việc thực hiện ý tưởng là viết một hợp xướng để hát với trống đồng, và ra đời "Ngàn năm Thăng Long nổi trống Lạc Hồng" - một hợp xướng cần tới hàng ngàn nghệ sĩ theo hình thức Acapella không có dàn nhạc đệm, mà biểu diễn trên 100 trống đồng của các nghệ nhân Thanh Hóa đúc tặng Thủ đô Hà Nội nhân sự kiện "Nghìn năm Thăng Long". Từ đó hoàn thành bản hợp xướng "Ngàn năm Thăng Long - Nổi trống Lạc Hồng", đoạt giải thưởng Bùi Xuân Phái năm 2010
Ông trăn trở:
| “ | Tôi tự nhận mình là một giấc mơ gãy cánh (nói như nhạc sĩ Dương Thụ), có thể thành nhưng không đạt, có tên tuổi, nổi tiếng một tí nhưng không đạt được ước mơ của chính mình. | ” |

## Tác phẩm
Bao nhiêu năm qua, Nguyễn Cường đã cho ra đời khoảng 100 tác phẩm ca khúc và khí nhạc... Một số sáng tác của ông: 
| - Bao la buồn - Bến có còn sông - Bến Giằng - Bi ca trọng thủy - Chỉ là mơ anh - Chiều có em Đồng Văn - Cho tình yêu bay lên bồng bềnh - Còn thương nhau thì về Buôn Ma Thuột (1980) - Diều ơi, cho em bay - Đàn cầm dây vũ dây văn - Để em mơ - Đêm thu ca ba - Đêm xoang Tây Nguyên - Đến với cao nguyên - Độc thoại thị màu - Độc thoại phù sa - Đợi anh mãi - Đôi mắt Pleiku | - Em hát thương ai - Em không vào chùa - Em muốn sống bên anh trọn đời - H'Linh em ở đâu? - Hơ Ren lên rẫy - Hà Nội tôi - Hát ru - Hò biển (1974) - Hoa biển - Ly Café ban mê - Mái đình làng biển - Một nét ca trù ngày xuân (1984) - Ngã sáu ban mê - Nghiêng nghiêng rừng chiều | - Nhớ tuổi thơ Hà Nội (1986) - Ơi M'Drak (1984) - Say trăng - Thành phố miền quan họ (Thơ: Giáp Đình Chiến) - Thênh thênh Oh ơi! - Theo em lên chùa - Tình ca trên sông Dakblao - Tôi về đây nghe sóng - Tôi về ngẩn ngơ - Trái cam mặt trời - Và ta lại thấy - Và ta vừa thấy mặt trời - Về đi anh - Xôn xao mênh mang cao nguyên Đắk Lắk |

## Album phòng thu
- m'đrak m'đrak! (1987), Dihavina
- Nghiêng nghiêng rừng chiều (2004)
- Gió bay về ngàn (2016), Mobifone
- Tùng Dương hát Nguyễn Cường (2018)